# Famille von Haller
La famille Haller, ou de Haller (en allemand von Haller) est une famille patricienne de Berne.

## Histoire
Le premier membre de la famille est Hans Haller, bourgeois de Wil.
Un rameau de la famille accède à la noblesse, avec l'ajout de la particule von (de), par l'anoblissement d'Albert de Haller, un savant, par l'empereur François Ier (1749).

## Personnalités
La famille a produit des pasteurs, des médecins, des juristes et surtout des ingénieurs, dont : 
- Johannes Haller (1487-1531), prêtre, puis réformateur, pasteur à Berne et Zurich[2].
  - Johannes Haller (1523-1575), fils du précédent, reçu à la bourgeoisie de Berne en 1548 (corporation des Tanneurs)[3].
  - Wolfgang, frère du précédent, fait souche à Zurich, prévôt du Grossmünster (branche éteinte au XVIIe siècle)[1].
- Sulpitius Haller († 1564, probable fils et frère des précédents, membre du Grand Conseil de Berne (1525) et du Petit Conseil (1538-1558), bailli de Lenzbourg (1530-1537), banneret des Tanneurs (1539), trésorier du Pays allemand (1540-1552), défenseur de la Réforme[4].
- Sulpitius Haller (1552-1592), membre du Conseil des Deux-Cents (Grand Conseil) de Berne dès 1577, bailli de Bipp dès 1581 et membre du Petit Conseil de Berne dès 1589[1],[5].
- Armin Haller (1911-1969), journaliste (1930-1946), secrétaire de la Fédération cantonale des sociétés d'employés de commerce (1947-1956), agent général de la Neuchâteloise Assurances (1956-1969), Député PAB au Grand Conseil bernois (1950-1966), conseiller national (1966-1969)[6].
- Albrecht von Haller (1708-1777), poète et savant[7].
  - Gottlieb Emanuel von Haller (de), historien.
    - Karl Ludwig von Haller (1768-1854), entré au Grand Conseil de ville (1810) et au Petit Conseil (1811), élu au Grand Conseil de la République de Berne (1814)[8].
- Rudolf Emanuel von Haller (1747-1833), banquier, qualifié d'« opportuniste »[9].
- Edouard de Haller (1897-1982) diplomate[10].

## Filiation
- Hans Haller[1]
  - Johannes Haller
    - Johannes Haller
      - Sulpitius Haller (1552-1592)

    - Wolfgang Haller

## Armoiries
Les armoiries de la famille sont d'or à une feuille de sinople accompagnée en chef de deux étoiles de gueules et en pointe de trois coupeaux de sinople.